# Survivor/Late Summer Night
Survivor/Late Summer Night è un 45 giri del cantautore pop italiano Mike Francis, pubblicato nel 1984 dall'etichetta discografica Concorde Records, sussidiaria della RCA italiana.

## I brani
Survivor, brano scritto dallo stesso interprete, ebbe un ottimo successo diventando uno dei più noti del cantante.
Il brano, pur essendo uno dei più rappresentativi del genere italo disco, presenta influenze funky. Venne pubblicato con successo in tutta Europa, dove ottenne particolari riscontri in Germania, Francia e Grecia.
Late Summer Night, ballata scritta e composta sempre da Mike Francis, era il lato B del disco. Entrambi i brani sono contenuti nell'album di debutto Let's Not Talk About It.
Il disco si posizionò all'ottava posizione dei singoli più venduti in Italia nel 1984 con oltre duecentomila copie. Venne pubblicata anche una versione promo ed una 12 pollici, con la versione estesa.

## Tracce
Lato A
1. Survivor – 4:10 (Francesco Puccioni)

Durata totale: 4:10
Lato B
1. Late summer night – 4:50 (Francesco Puccioni)

Durata totale: 4:50

## Classifiche
| Classifica (1984) | Posizione piu alta |
| ----------------- | ------------------ |
| Italia (FIMI)     | 8                  |